# Palomo
Palomo je neaktivní stratovulkán, nacházející se v centrální části Chile, blízko hranic s Argentinou. Sopka se nachází na dvou starších kalderách o rozměrech 3, resp. 5 km v průměru a je tvořena bazaltickými andezity a dacity, vrchol je pokryt ledovci. Východně od ní, už na argentinské straně, se nachází další masivní kaldera Caldera del Atuel. Poslední erupce není přesně datována, ale velmi zachovany vypadající sopečné produkty indikují mladý věk (pravděpodobně pár desítek let před příchodem prvních Evropanů).